# Assia Noris

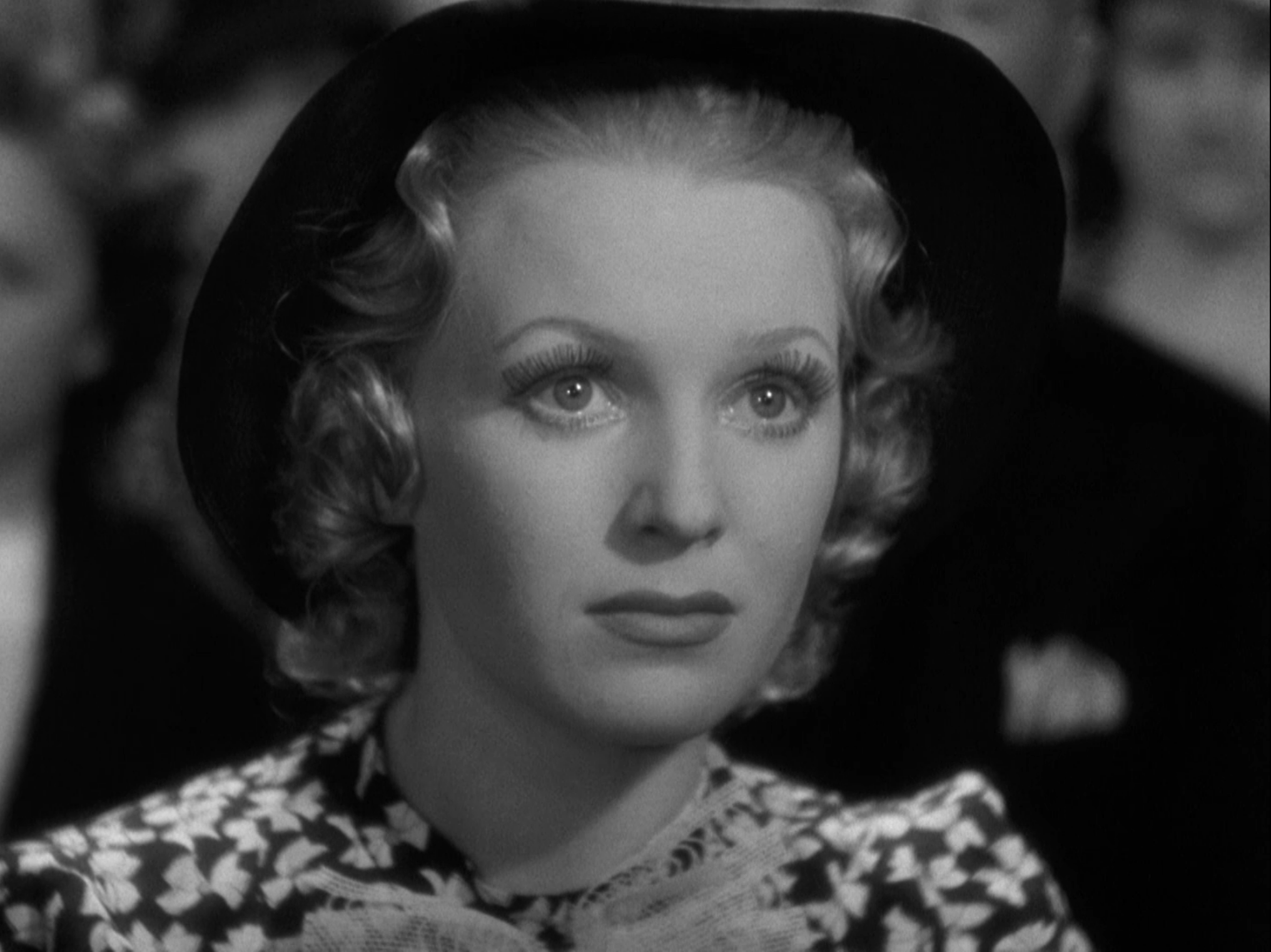
Assia Noris într-o scenă din filmul Vânzătorul de ziare (1937)

Assia Noris (n. 16 februarie 1912, Sankt Petersburg, Imperiul Rus – d. 27 ianuarie 1998, San Remo, Liguria, Italia) a fost o actriță italiană de origine rusă.
Născută Anastasia Noris Von Gerzfeld, ea a apărut în peste 35 de filme între 1932 și 1965. A fost căsătorită cu Roberto Rossellini (în 1934–1936) și Mario Camerini (în 1940–1943).

## Filmografie
- 1932 Trois hommes en habit, regia Mario Bonnard
- 1933 Tre uomini in frac, regia Mario Bonnard
- 1933 La signorina dell'autobus, regia Nunzio Malasomma
- 1933 Ève cherche un père, regia Mario Bonnard
- 1933 Giallo, regia Mario Camerini
- 1935 Quei due, regia Gennaro Righelli
- 1935 Darò un milione, regia Mario Camerini
- 1935 Marșul nupțial (La marcia nuziale), regia Mario Bonnard
- 1936 L'uomo che sorride, regia Mario Mattoli
- 1936 Ma non è una cosa seria, regia Mario Camerini
- 1936 Mayerling, regia Anatole Litvak
- 1936 Una donna tra due mondi, regia Goffredo Alessandrini
- 1937 Vânzătorul de ziare (Il signor Max), regia Mario Camerini
- 1937 Nina, non far la stupida, regia Nunzio Malasomma
- 1937 Maman Colibri, regia Jean Dréville
- 1937 Allegri masnadieri, regia Marco Elter
- 1938 Voglio vivere con Letizia, regia Camillo Mastrocinque
- 1938 La casa del peccato, regia Max Neufeld
- 1939 Batticuore, regia Mario Camerini
- 1939 I grandi magazzini, regia Mario Camerini
- 1939 Dora Nelson, regia Mario Soldati
- 1940 Centomila dollari regia Mario Camerini
- 1940 Una romantica avventura, regia Mario Camerini
- 1941 Con le donne non si scherza, regia Giorgio Simonelli
- 1941 Luna di miele, regia Giacomo Gentilomo
- 1942 Margherita fra i tre, regizat de Ivo Perilli, regia Lydia Simoneschi
- 1942 Un colpo di pistola, regia Renato Castellani
- 1942 La maschera sul cuore, (Capitaine Fracasse), regia Abel Gance
- 1942 Una storia d'amore, regia Mario Camerini
- 1943 Il viaggiatore d'Ognissanti (Le voyageur de la Toussaint), regia Louis Daquin
- 1943 La maschera sul cuore (Le capitaine Fracasse), regia Abel Gance
- 1943 Una piccola moglie, regia Giorgio Bianchi
- 1945 Non rubare, episodul I dieci comandamenti, regia Giorgio Walter Chili
- 1945 Che distinta famiglia!, regia Mario Bonnard
- 1950 La peccatrice bianca (Amina), regia Goffredo Alessandrini
- 1965 La Celestina P... R..., regia Carlo Lizzani